# Dinkelland
Dinkelland es un municipio de la región de Twente en la provincia de Overijssel, en los Países Bajos. Cuenta con una superficie de 176,82 km ², de los que 1,06 km ² corresponden a la superficie ocupada por el agua. El 1 de enero de 2014 tenía una población de 25.937 habitantes, con una densidad de 148 h/km². 
El municipio se creó el 1 de enero de 2001 por la fusión de Ootmarsum, Denekamp y Weerselo. Toma su nombre del río Dinkel que en una parte de su recorrido sirve de frontera entre Alemania y los Países Bajos. El municipio está formado por 12 núcleos de población oficiales. El ayuntamiento se localiza en Denekamp, que con 8842 habitantes es el mayor de ellos.

## Galería de imágenes

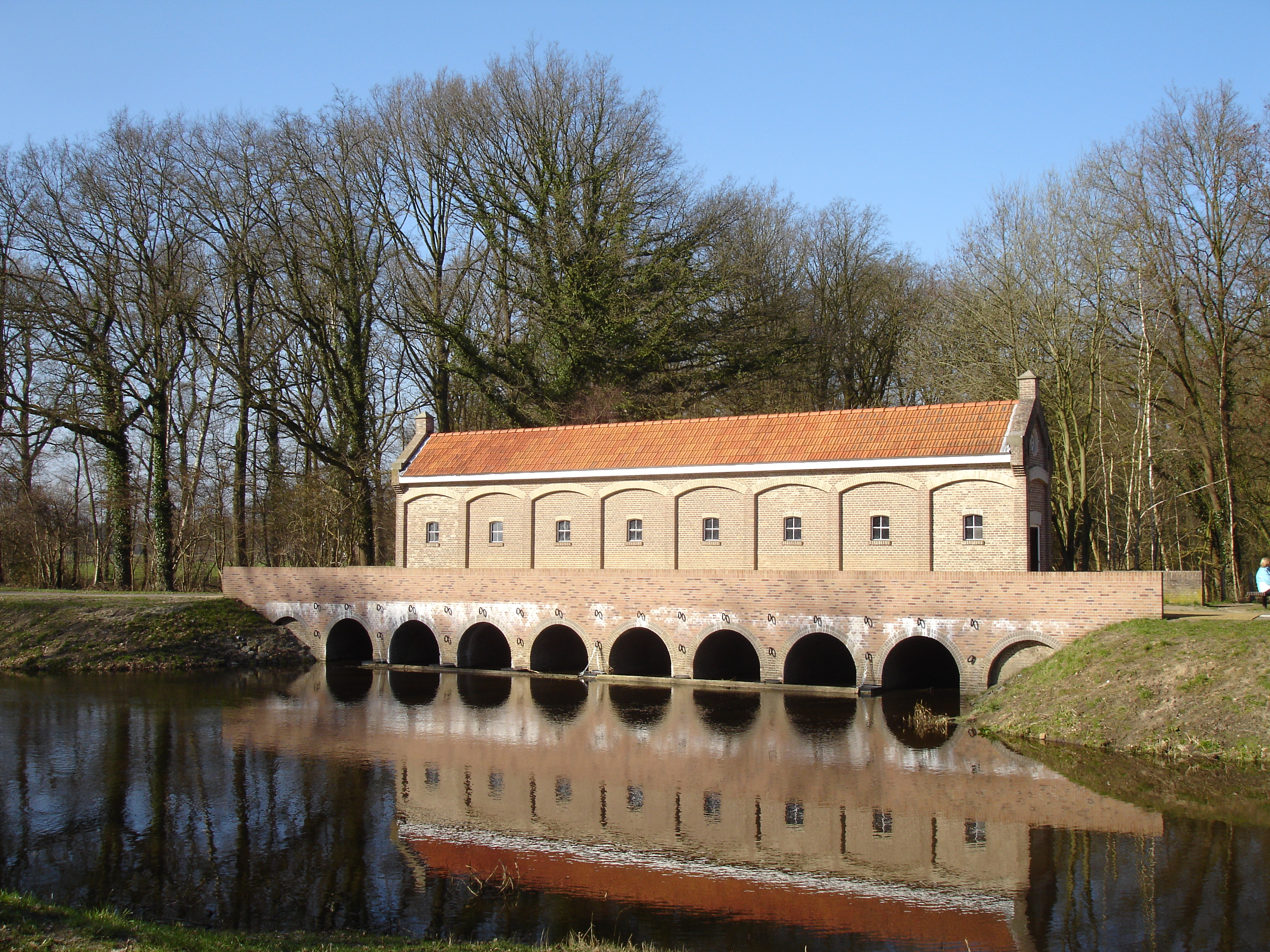
Azud sobre el río Dinkel
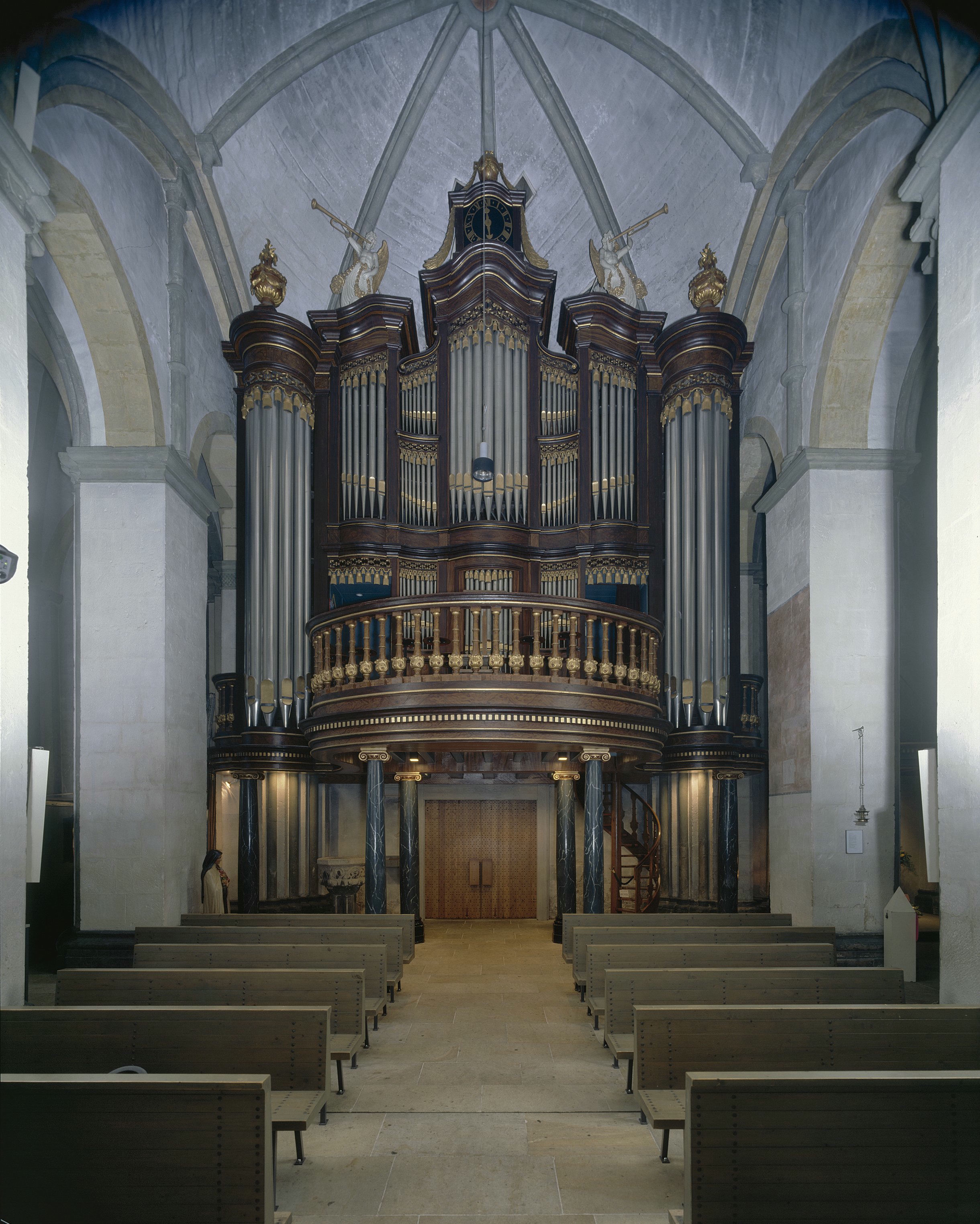
Interior de la iglesia de Santos Simón y Judas en Ootmarsum
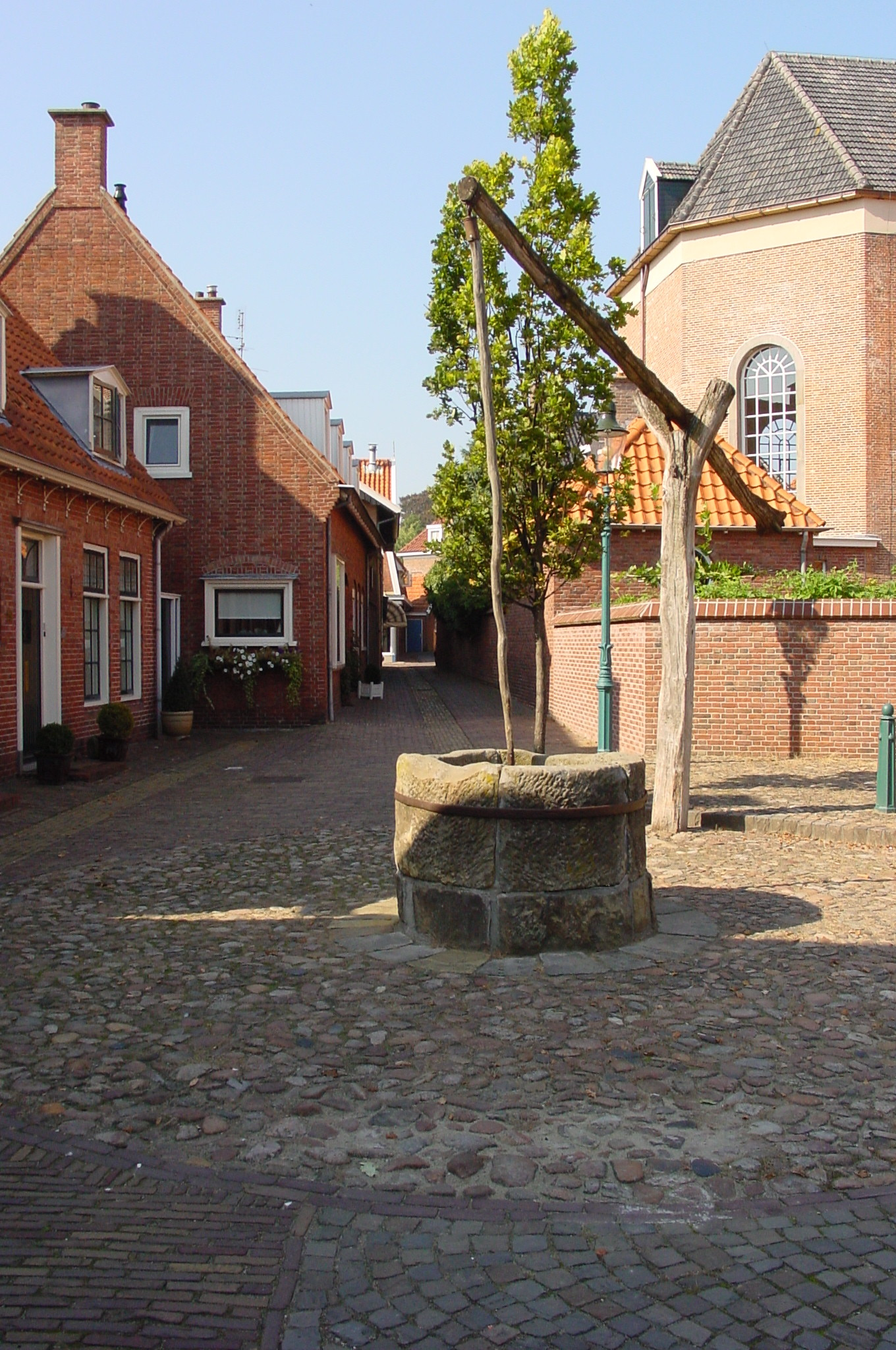
Ootmarsum, pozo de agua
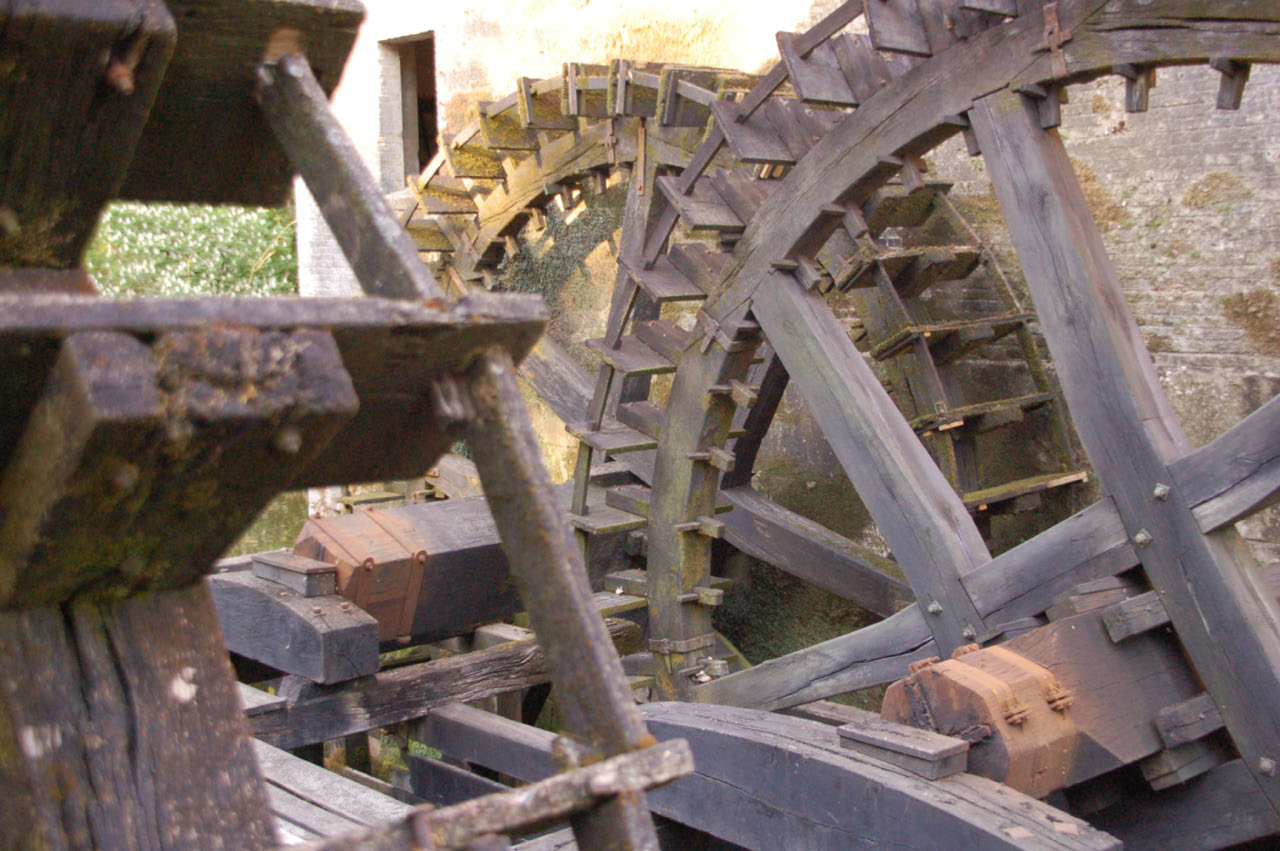
Molino de agua en Singraven
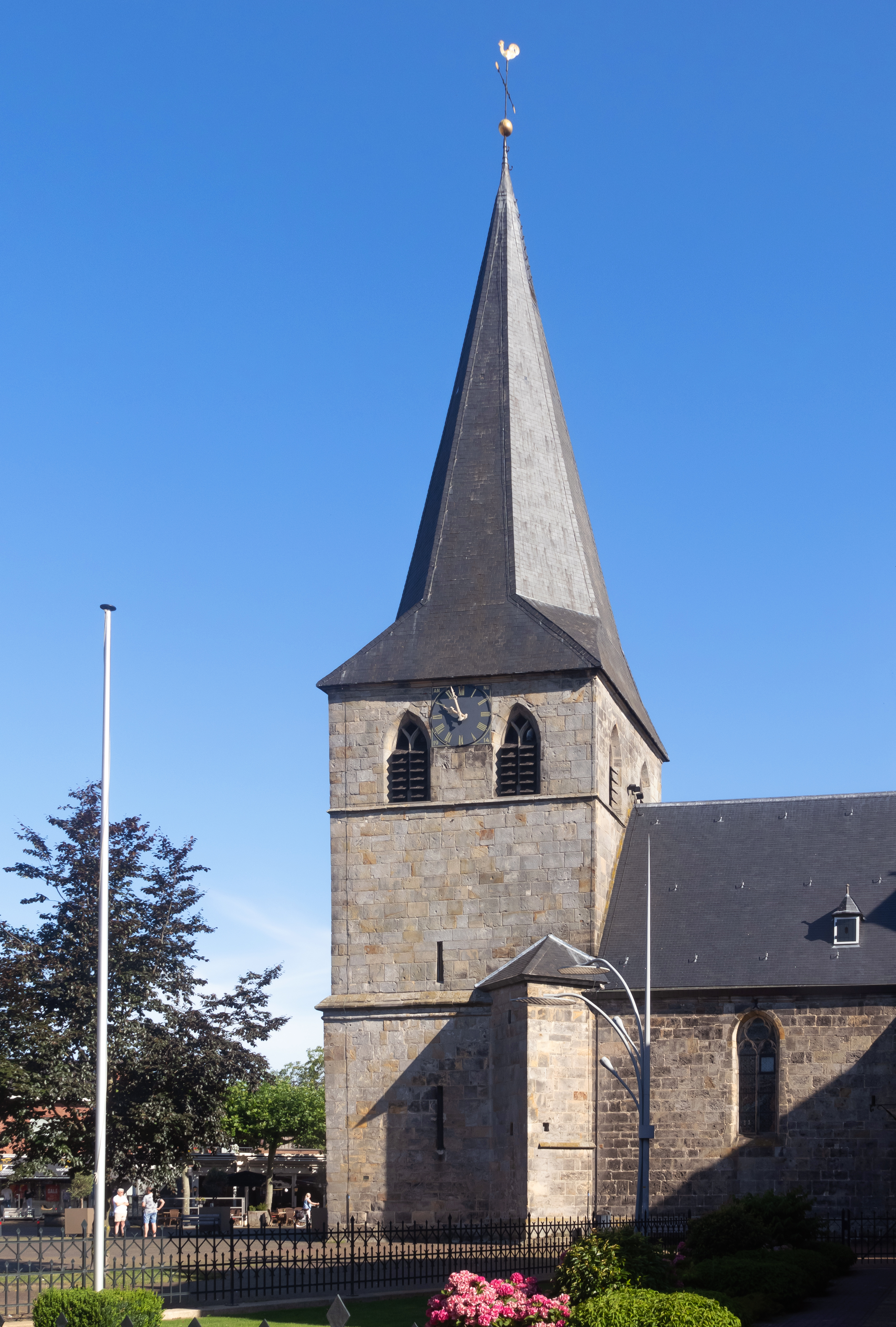
Torre de la iglesia en Denekamp
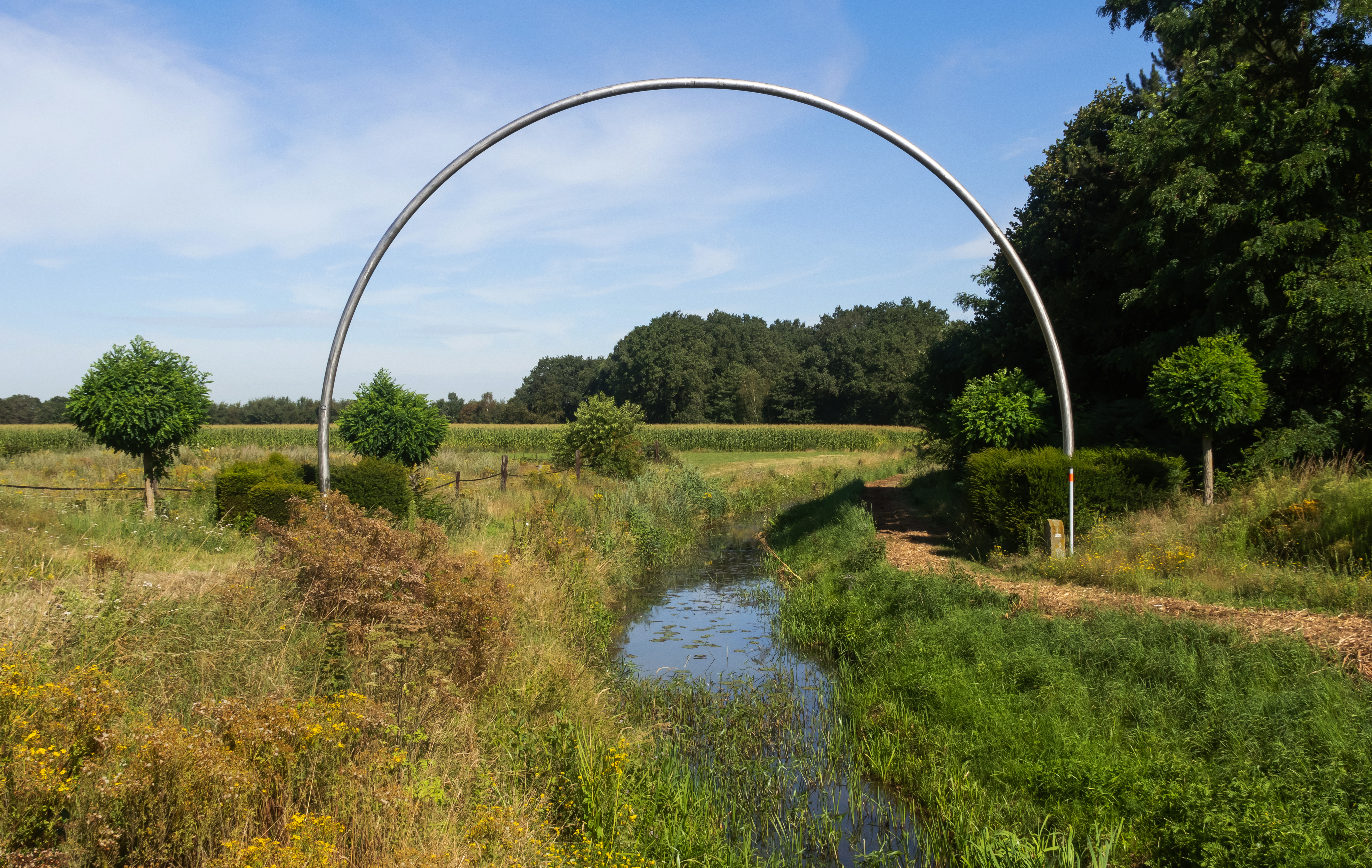
Arroyo, la frontera con Alemania